# Barbara Salutati
Barbara Salutati (... – post 1544) è stata una  cantante italiana, vissuta nel XVI secolo a Firenze alla corte dei Medici.
A lei Niccolò Machiavelli dedicò dei versi chiamandola Bárbera.

## Biografia
Sposatasi con Pietro Landi morto in seguito ad un'epidemia di peste, di lei si innamorò Niccolò Machiavelli, ma venne allontanato dalla città per svolgere diverse missioni diplomatiche. Presumibilmente i due si erano conosciuti alla fine del 1523 o durante il carnevale del 1524. Infatti per amore di Bàrbera Nicolò  compose una nuova commedia, la Clizia, inserì sei canzoni destinate a dare spicco alla voce “dulcissima” della donna..
Attorno al 1525 venne ritratta da Domenico Puligo, come ci attesta Vasari: "Ritrasse anco in un quadro la Barbara Fiorentina in quel tempo famosa, bellissima cortigiana e molto amata da molti, non meno che per la bellezza per le sue buone creanze, e particolarmente per essere bonissima musica e cantare divinamente". Diciassette anni dopo la morte di Machiavelli, ormai vedova di Tommaso Raffacani e trasferitasi a Roma, scrivendo il 5 di luglio del 1544 a Lorenzo Ridolfi, ricordava l'«amore» da lei portato «alla buona memoria di Niccolò Machiavelli»

Probabilmente è lei l'autrice della poesia "Ardeva il petto mio, ardeva l'alma...", in questo caso si tratta di una delle prime poetesse italiane non aristocratiche.